# Ebenezer Ofori
Ebenezer Ofori (Kumasi, 1 de julho de 1995) é um futebolista profissional ganês que atua como meia.

## Carreira
Ebenezer Ofori fez parte do elenco da Seleção Ganesa de Futebol na Campeonato Africano das Nações de 2017.